# Granica fińsko-rosyjska
Granica fińsko-rosyjska – granica międzypaństwowa pomiędzy Finlandią a Rosją. W latach 1918–91 pomiędzy Finlandią a ZSRR. Stanowi wschodnią granicę Unii Europejskiej a także, od 2023 roku, NATO. Jej długość wynosi 1343,6 km.

## Historia
Finlandia zaistniała na arenie międzynarodowej jako niepodległy kraj w 1918 roku. W tym też roku toczyła się w Finlandii wojna domowa pomiędzy bolszewikami i niepodległościowcami. W 14 października 1920 Finlandia podpisała z Rosją bolszewicką traktat w Tartu, który kończył wojnę domową i określał granicę fińsko-sowiecką, przebiegającą na dawnej wewnętrznej granicy pomiędzy Imperium Rosyjskim a Wielkim Księstwem Finlandii. Finlandia uzyskała ponadto dostęp do niezamarzającego portu na Oceanie Arktycznym w Petsamo, w zamian za zrzeczenie się pretensji do rosyjskiej Karelii.
Ostateczny protokół, ustalający dokładny przebieg granic po traktacie w Tartu, podpisano dopiero w 1938 roku.
30 listopada 1939 wybuchła wojna, zwana zimową, pomiędzy Finlandią a ZSRR. Była ona efektem m.in. żądań Związku Radzieckiego oddania terenów Karelii oraz dzierżawy bazy morskiej w Hanko. Wojna zakończyła się traktatem moskiewskim, podpisanym 12 marca 1940. Finlandia utraciła wschodnią Karelię (m.in. tereny Przesmyku Karelskiego wraz z Wyborgiem, rejon Salla oraz Półwysep Rybacki w okolicach Petsamo.
25 czerwca 1941 Finlandia wypowiedziała ZSRR wojnę, rozpoczynając tzw. wojnę kontynuacyjną (1941–1944). Finlandia początkowo zajęła tereny utracone rok wcześniej, jednak ostatecznie została zmuszona w 1944 do zawarcia rozejmu. W jego wyniku zwróciła tereny zgodnie z traktatem z 1940 roku, z wyjątkiem rejonu Petsamo, który przypadł w całości ZSRR. Bazę w Hanko, dzierżawioną przez Związek Radziecki, wymieniono na półwysep Porkkala, znacznie bliżej Helsinek.

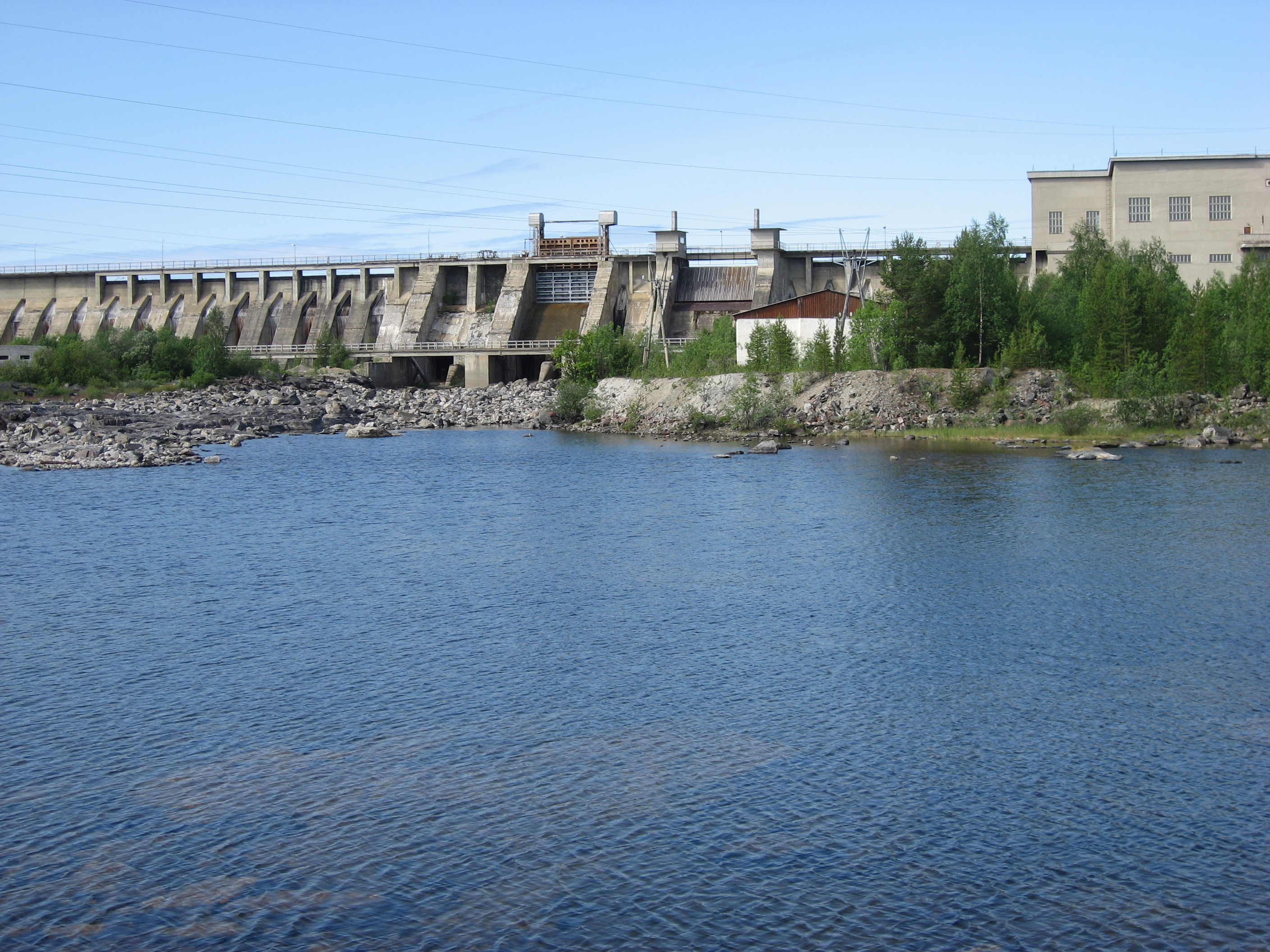
Elektrownia wodna Jäniskoski, wybudowana w latach 1938-42 na obszarze Finlandii, sprzedanym w 1947 Związkowi Radzieckiemu

Trzy lata po rozejmie, 3 lutego 1947, podpisano aneks, w którym Finlandia zrzekała się rejonu Jäniskoski oraz zapory wodnej Niskakoski na rzece Paatsjoki. Były one potrzebne ZSRR by zasilać w energię zakłady wydobywcze w Niklu. W zamian za obszar o powierzchni 176 km² Finlandia otrzymała 700 mln marek. 
19 września 1955 podpisano umowę, na podstawie której Związek Radziecki zrzekł się swojej dzierżawy półwyspu Porkkala (podpisanej w 1941 na 50 lat).

### Po upadku ZSRR
W 1991 roku po upadku ZSRR granica przejścia graniczne zostały otwarte dla wszystkich podróżnych. W Finlandii spowodowało to obawy napływu imigrantów z ubogich obszarów Rosji, które jednak nie sprawdziły się.
Pomiędzy 1991 a 2015 liczba Rosjan wjeżdżających do Finlandii zwiększyła się 10-krotnie, z 350 tysięcy do 3,5 miliona.

### XXI wiek
4 kwietnia 2023 roku Finlandia została członkiem NATO. Tym samym łączna długość granic krajów członkowskich z Rosją wzrosła ponad dwukrotnie (sumaryczna długość granic Polski, Litwy, Łotwy i Estonii wynosiła 1213 km). Wcześniej, w lutym 2023, władze Finlandii rozpoczęły budowę płotu z drutem kolczastym na wybranych odcinkach granicy o łącznej długości 200 km.
W listopadzie 2023 roku w wyniku znaczącego wzrostu napływu migrantów na granicę fińsko-rosyjską, Finlandia zamknęła wszystkie swoje przejścia graniczne z Rosją, z wyjątkiem położonego najbardziej na północ Raja-Jooseppi. Również i to przejście zostało zamknięte 29 listopada.
Zamknięte też zostały przejścia kolejowe, z wyjątkiem Vainikkala–Busłowskaja w transporcie towarowym.
13 grudnia 2023 granica została ponownie otwarta, jednak dzień później zamknięto ją ponownie do 14 kwietnia 2024.

## Przebieg granicy

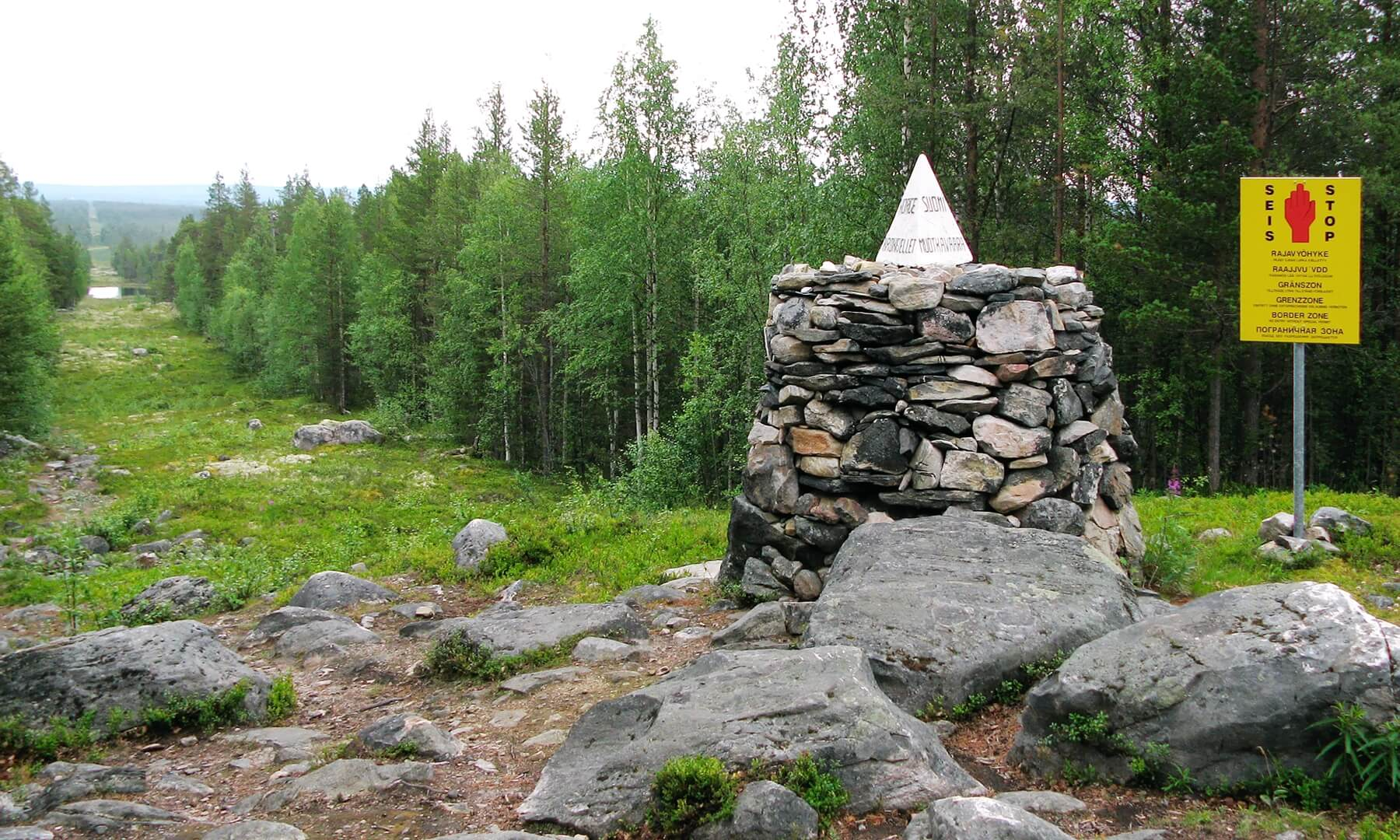
Trójstyk granic Finlandii, Norwegii i Rosji

Długość granicy wynosi 1343,6 km, w tym 1080,3 km na lądzie, 83,6 km wzdłuż rzek lub strumieni, 125,7 km na jeziorach, 53,7 km na wodach morskich Zatoki Fińskiej oraz 0,3 km na wyspach na morzu.
Północny kraniec granicy fińsko-rosyjskiej to trójstyk (Treriksröset) granic Finlandii, Norwegii i Rosji. Południowy kraniec to Zatoka Fińska. Przebiega przez słabo zaludnione leśne obszary, nie opierając się o naturalne bariery. Fińskie gminy przygraniczne zamieszkane są sumarycznie przez 276 tys. osób.
Wzdłuż granicy po stronie fińskiej funkcjonuje pas przygraniczny o szerokości do 3 km, na którym przebywanie dozwolone jest wyłącznie za zgodą fińskiej straży granicznej. Podobny pas funkcjonuje po stronie rosyjskiej, jest on jednak średnio szeroki na 15 km, a w niektórych miejscach sięga 130 km szerokości. Po stronie rosyjskiej w pobliżu granicy nie znajdują się również żadne miejscowości. Wyjątkiem jest miasto Swietogorsk, sąsiadujące z Imatrą.

### Fińskie gminy przygraniczne
Następujące fińskie gminy, od północy na południe, graniczą z Rosją:
| Gmina        | Podregion        | Region               |
| ------------ | ---------------- | -------------------- |
| Inari        | Pohjois-Lappi    | Laponia              |
| Sodankylä    | Pohjois-Lappi    | Laponia              |
| Savukoski    | Itä-Lappi        | Laponia              |
| Salla        | Itä-Lappi        | Laponia              |
| Kuusamo      | Koillismaa       | Ostrobotnia Północna |
| Suomussalmi  | Kehys-Kainuu     | Kainuu               |
| Kuhmo        | Kehys-Kainuu     | Kainuu               |
| Lieksa       | Pielisen Karjala | Karelia Północna     |
| Ilomantsi    | Joensuu          | Karelia Północna     |
| Joensuu      | Joensuu          | Karelia Północna     |
| Tohmajärvi   | Keski-Karjala    | Karelia Północna     |
| Kitee        | Keski-Karjala    | Karelia Północna     |
| Parikkala    | Imatra           | Karelia Południowa   |
| Rautjärvi    | Imatra           | Karelia Południowa   |
| Ruokolahti   | Imatra           | Karelia Południowa   |
| Imatra       | Imatra           | Karelia Południowa   |
| Lappeenranta | Lappeenranta     | Karelia Południowa   |
| Miehikkälä   | Kotka-Hamina     | Kymenlaakso          |
| Virolahti    | Kotka-Hamina     | Kymenlaakso          |

### Rosyjskie obwody przygraniczne
- Obwód leningradzki
- Republika Karelii
- Obwód murmański

## Przejścia graniczne

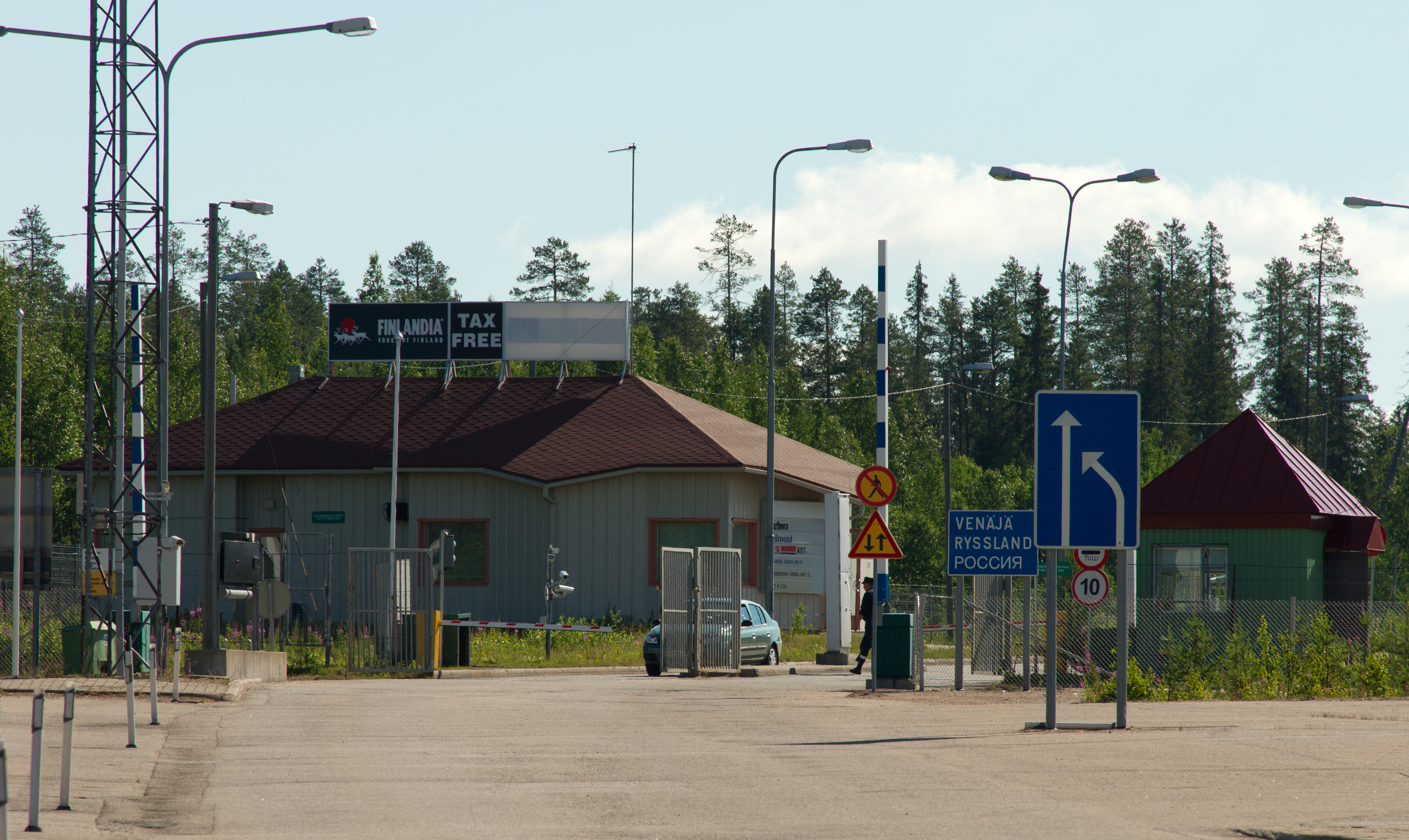
Punkt graniczny Vartius

Na granicy funkcjonują następujące stałe przejścia graniczne (w kolejności od północy na południe):
- Raja-Jooseppi-Łotta
- Salla
- Kuusamo-Suopieria
- Vartius-Luttia
- Niirala-Wiartsila
- Imatra-Swietogorsk
- Nuijamaa-Brusnicznoje
- Vainikkala-Łużanka
- Vaalimaa-Torfianowka

Oprócz tego funkcjonują tymczasowe przejścia graniczne, m.in. w Inari (Lieksa) i Parikkala.

### Kolejowe przejścia graniczne
Na granicy funkcjonują cztery kolejowe przejścia graniczne:
- Vainikkala–Busłowskaja
- Imatrankoski–Swietogorsk
- Niirala–Wiartsila
- Vartius–Kiwijarwi

Spośród nich jedynie Vainikkala–Busłowskaja jest zelektryfikowane i prowadzi ruch pasażerski (wyłącznie dalekobieżny).

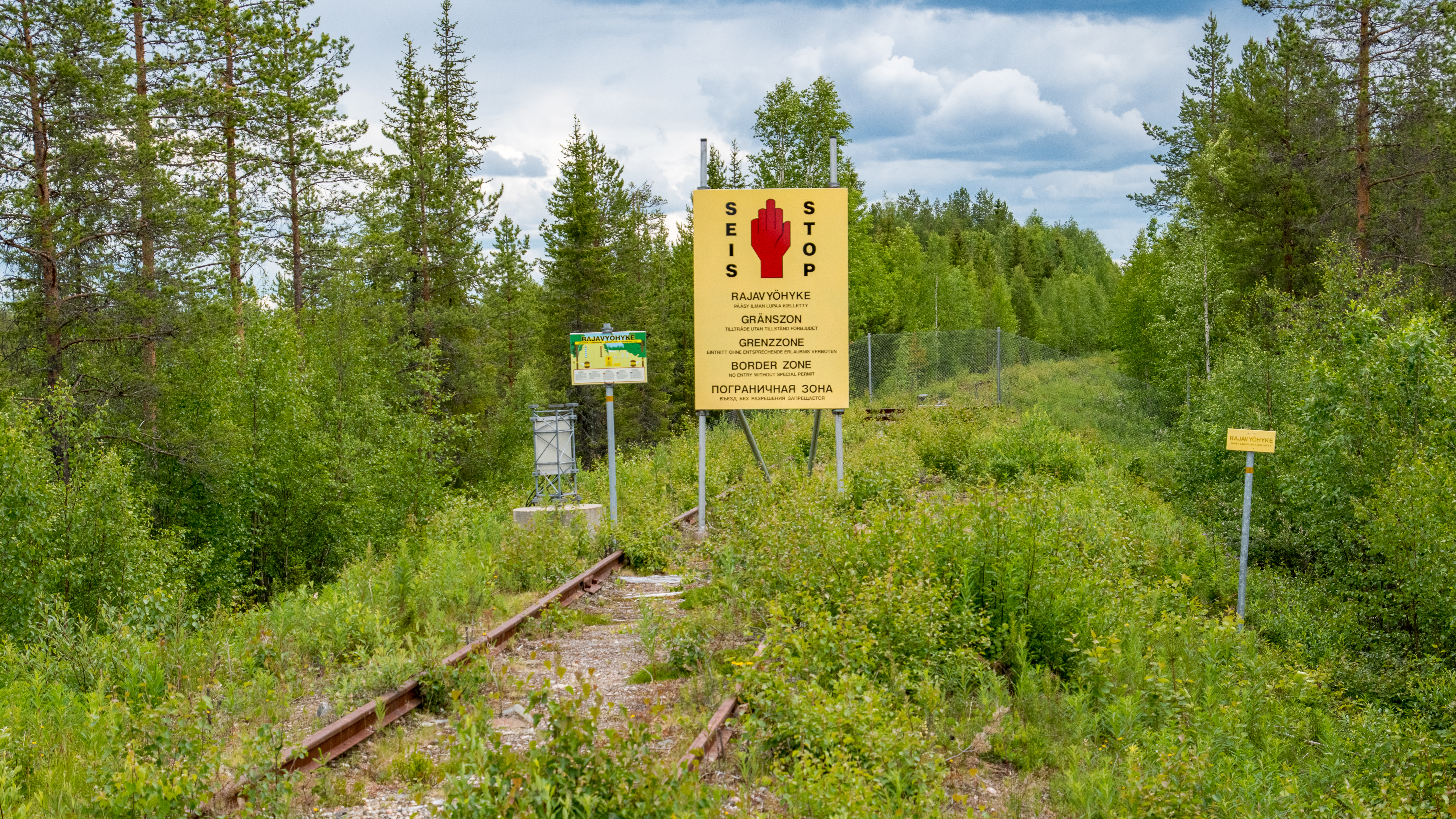
Opuszczona i częściowo rozebrana linia kolejowa Kelloselkä–Kuolojarwi wkracza w fińską strefę przygraniczną

Dawniej istniało również piąte kolejowe przejście graniczne Kelloselkä–Kuolojarwi. Obecnie jednak tory pomiędzy stacjami granicznymi są rozebrane, a linie na odcinkach po obu stronach granicy nieczynne.
Sieci kolejowe po obu stronach granicy używają podobnego rozstawu (1524 mm w Finlandii, 1520 mm w Rosji), co pozwala pociągom na pokonywanie granicy bez przeładunku lub zmiany wózków. Jednak w obu krajach sieć jest zelektryfikowana w innych napięciach (3 kV DC w Rosji, 25 kV 50 Hz w Finlandii). Stosowane są również inne sprzęgi wagonów (SA-3 w Rosji, śrubowy UIC w Finlandii). Z tego powodu tabor przekraczający granice musi być odpowiednio wyposażony, np. lokomotywy należące do VR są wyposażone w sprzęg mieszany LAF (UIC+SA-3).
Od końca 2022 roku rola transportu kolejowego między Finlandią a Rosją spadła ze względu na sankcje wprowadzone po inwazji na Ukrainę.

## Mapy

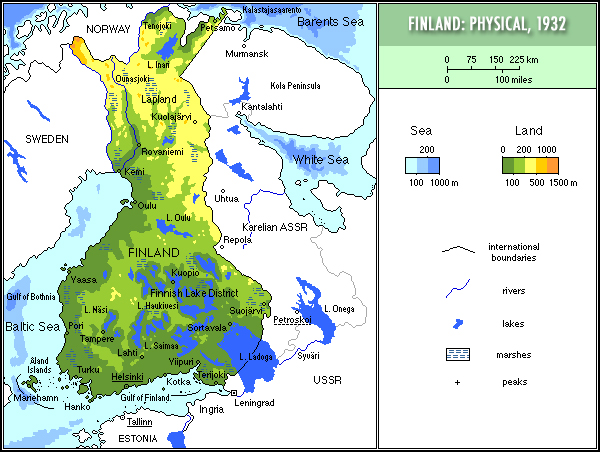
Granica w latach 1920–1940.
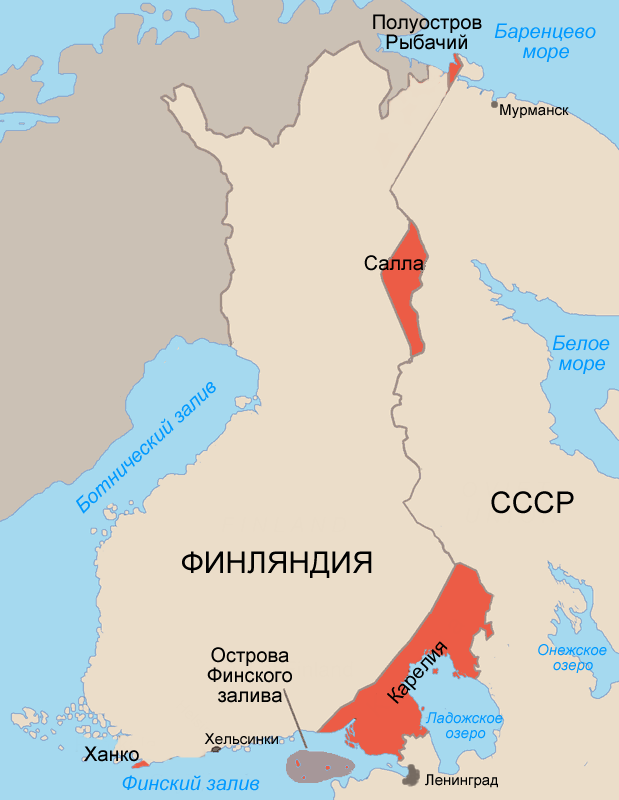
Fińskie straty terytorialne po wojnie zimowej 1940.
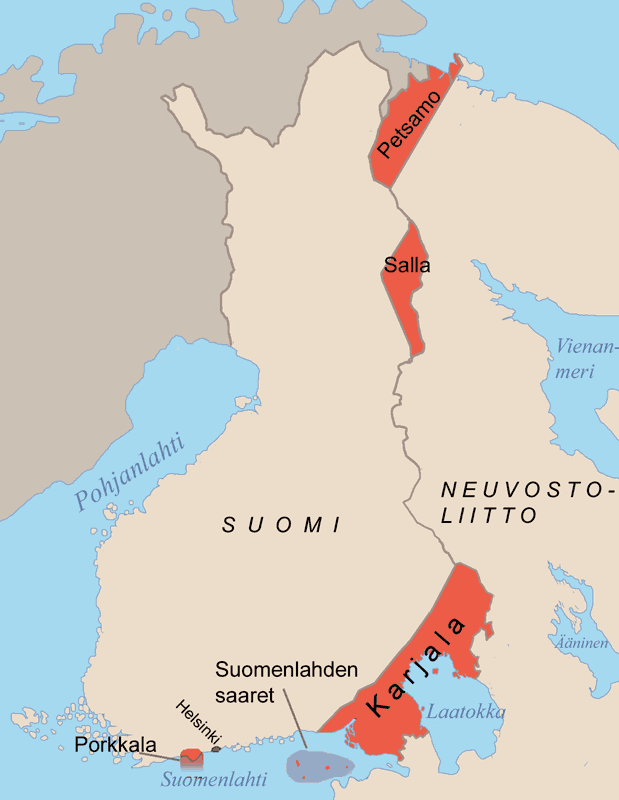
Fińskie straty terytorialne na rzecz ZSRR po pokoju paryskim.
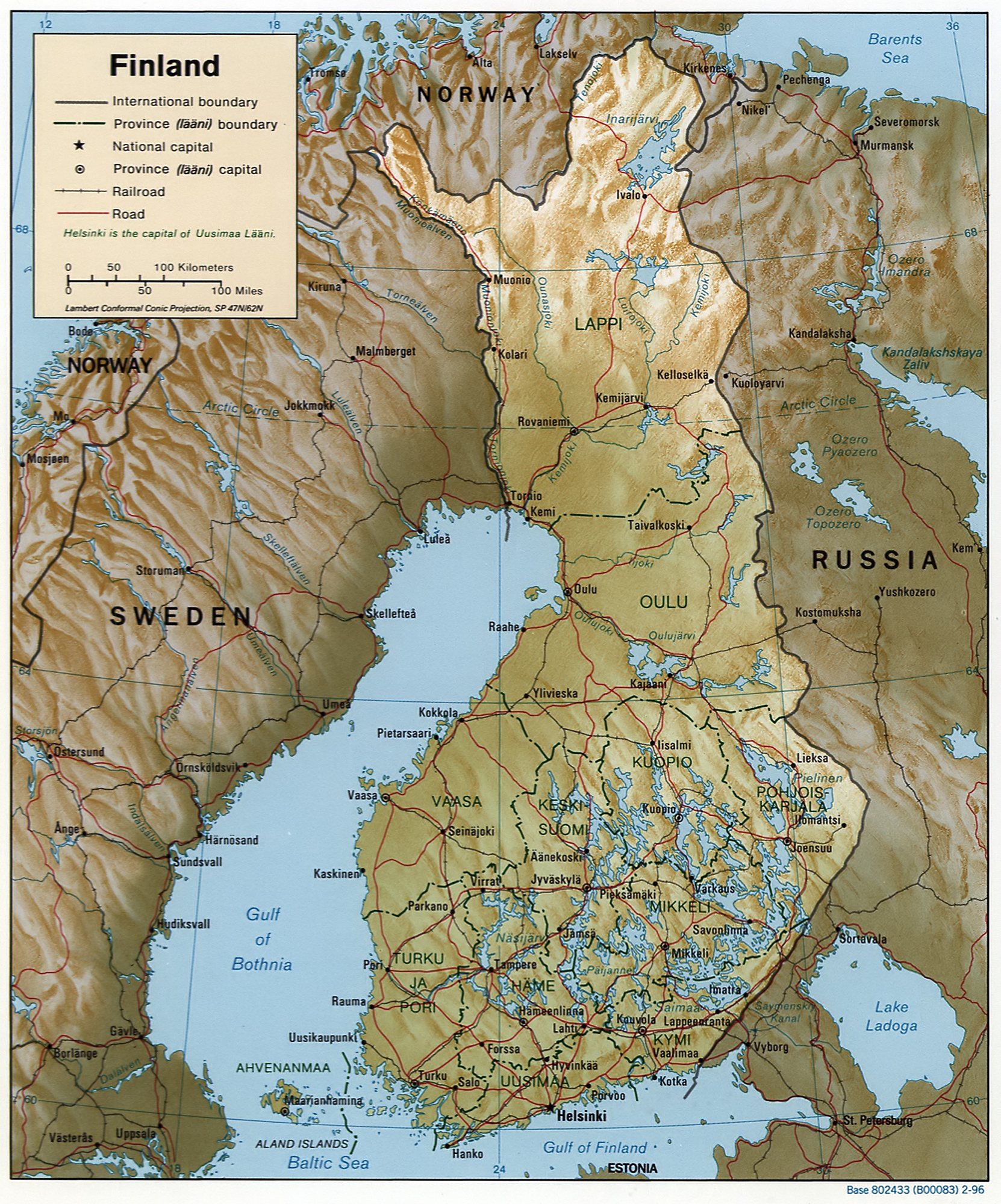
Granice obecne.